# Première Ligue 2024-2025
La Première Ligue 2024-2025, nota anche come Arkema Première Ligue 2024-2025 per ragioni di sponsorizzazione, è stata la 51ª edizione della massima divisione del campionato francese femminile di calcio. Il campionato è iniziato il 20 settembre 2024, concludendosi il 16 maggio 2025 con la finale dei play-off per l'assegnazione del titolo, vinta dall'Olympique Lione per 3-0 contro le rivali del Paris Saint-Germain, conquistando in tal modo il diciottesimo titolo della loro storia.

## Stagione

### Novità
Dalla Division 1 Féminine 2023-2024 sono stati retrocessi in Seconde Ligue il Bordeaux e il Lilla, classificatisi nelle ultime due posizioni in classifica. Dalla Division 2 Féminine 2023-2024 sono invece stati promosse Strasburgo e Nantes, rispettivamente primo e secondo classificato, entrambe alla prima partecipazione in massima serie.
La stagione 2024-2025 è stata la prima disputata sotto la nuova denominazione di Première Ligue.

### Formato
Nella stagione regolare le 12 squadre si affronteranno in un girone all'italiana con partite di andata e ritorno, per un totale di 22 giornate. Le squadre classificate ai primi quattro posti avranno accesso ai play-off per il titolo, mentre le ultime due classificate verranno retrocesse in Division 2. La seconda fase sarà strutturata ad eliminazione diretta: nelle semifinali, disputate in gare secche, la prima classificata affronterà la quarta, mentre la seconda affronterà la terza. Le vincenti avranno accesso alla finale, che decreterà la squadra campione di Francia, mentre le perdenti disputeranno la finale per il terzo posto. Le prime tre classificate saranno ammesse all'edizione 2025-2026 della UEFA Women's Champions League: la prima alla fase a gironi, la seconda al secondo turno di qualificazione, mentre la terza al primo turno.

## Squadre partecipanti
| Club                | Stagione | Città          | Stadio                                      | Stagione precedente     |
| ------------------- | -------- | -------------- | ------------------------------------------- | ----------------------- |
| Digione             | dettagli | Digione        | Stadio Gaston Gérard                        | 8º posto in Division 1  |
| Fleury              | dettagli | Fleury-Mérogis | Stadio Auguste Gentelet                     | 5º posto in Division 1  |
| Guingamp            | dettagli | Guingamp       | Stadio dell'accademia EA Guingamp           | 10º posto in Division 1 |
| Le Havre            | dettagli | Le Havre       | Stadio Océane                               | 9º posto in Division 1  |
| Olympique Lione     | dettagli | Lione          | Groupama OL Training Center                 | 1º posto in Division 1  |
| Montpellier         | dettagli | Montpellier    | Stadio Bernard Gasset - Campo Mama Ouattara | 6º posto in Division 1  |
| Nantes              | dettagli | Nantes         | Stadio Marcel Saupin                        | 2º posto in Division 2  |
| Paris FC            | dettagli | Parigi         | Stadio Robert Bobin                         | 3º posto in Division 1  |
| Paris Saint-Germain | dettagli | Parigi         | Stadio Georges Lefèvre                      | 2º posto in Division 1  |
| Stade Reims         | dettagli | Reims          | Stadio Louis Blériot (Bétheny)              | 4º posto in Division 1  |
| Saint-Étienne       | dettagli | Saint-Étienne  | Stadio Salif Keïta                          | 7º posto in Division 1  |
| Strasburgo          | dettagli | Strasburgo     | Stadio Jean-Nicolas Muller                  | 1º posto in Division 2  |

## Classifica
|  | Pos. | Squadra             | Pt | G  | V  | N | P  | GF | GS | DR  |
|  | ---- | ------------------- | -- | -- | -- | - | -- | -- | -- | --- |
|  | 1.   | Olympique Lione     | 62 | 22 | 20 | 2 | 0  | 92 | 7  | -85 |
|  | 2.   | Paris Saint-Germain | 52 | 22 | 16 | 4 | 2  | 57 | 14 | +43 |
|  | 3.   | Paris FC            | 45 | 22 | 13 | 6 | 3  | 58 | 19 | +39 |
|  | 4.   | Digione             | 43 | 22 | 13 | 4 | 5  | 40 | 24 | +16 |
|  | 5.   | Fleury              | 33 | 22 | 9  | 6 | 7  | 40 | 30 | +10 |
|  | 6.   | Montpellier         | 33 | 22 | 10 | 3 | 9  | 34 | 36 | -2  |
|  | 7.   | Nantes              | 23 | 22 | 5  | 8 | 8  | 17 | 29 | -12 |
|  | 8.   | Le Havre            | 21 | 22 | 5  | 6 | 11 | 22 | 41 | -19 |
|  | 9.   | Strasburgo          | 17 | 22 | 3  | 8 | 11 | 22 | 39 | -17 |
|  | 10.  | Saint-Étienne       | 17 | 22 | 5  | 2 | 15 | 16 | 62 | -46 |
|  | 11.  | Stade Reims         | 15 | 22 | 4  | 3 | 15 | 24 | 49 | -25 |
|  | 12.  | Guingamp            | 9  | 22 | 3  | 0 | 19 | 15 | 85 | -70 |

Legenda:
      Ammessa ai play-off per il titolo.
      Retrocessa in Seconde Ligue.
Note:
Tre punti a vittoria, uno a pareggio, zero a sconfitta.

## Risultati

### Tabellone
Ogni riga indica i risultati casalinghi della squadra segnata a inizio della riga, contro le squadre segnate colonna per colonna (che invece avranno giocato l'incontro in trasferta). Al contrario, leggendo la colonna di una squadra si avranno i risultati ottenuti dalla stessa in trasferta, contro le squadre segnate in ogni riga, che invece avranno giocato l'incontro in casa.
|                 | Dig  | Fle  | Gui  | LHv  | OLi  | Mon  | Nan  | PFC  | PSG  | StR  | Sai  | Str  |
| --------------- | ---- | ---- | ---- | ---- | ---- | ---- | ---- | ---- | ---- | ---- | ---- | ---- |
| Digione         | –––– | 2-2  | 4-0  | 4-2  | 0-3  | 4-2  | 3-0  | 6-0  | 0-1  | 2-1  | 1-0  | 1-0  |
| Fleury          | 0-0  | –––– | 4-1  | 2-0  | 2-6  | 1-2  | 4-0  | 1-4  | 0-0  | 4-1  | 6-0  | 1-1  |
| Guingamp        | 0-3  | 0-6  | –––– | 0-1  | 0-8  | 3-1  | 0-1  | 0-6  | 2-6  | 1-4  | 3-2  | 3-2  |
| Le Havre        | 0-2  | 0-0  | 2-1  | –––– | 0-3  | 0-1  | 0-1  | 0-2  | 2-2  | 0-3  | 5-1  | 1-1  |
| Olympique Lione | 2-0  | 4-0  | 7-0  | 2-0  | –––– | 4-0  | 5-1  | 2-2  | 1-0  | 8-1  | 11-0 | 6-0  |
| Montpellier     | 0-0  | 0-1  | 7-0  | 1-3  | 1-4  | –––– | 1-0  | 2-0  | 1-3  | 1-0  | 1-0  | 0-0  |
| Nantes          | 0-2  | 0-0  | 2-1  | 2-2  | 0-2  | 2-2  | –––– | 0-0  | 0-1  | 1-1  | 0-1  | 0-0  |
| Paris FC        | 4-0  | 4-0  | 6-0  | 8-0  | 0-0  | 4-2  | 0-0  | –––– | 1-1  | 3-2  | 4-0  | 3-1  |
| Paris SG        | 6-1  | 2-1  | 4-0  | 3-0  | 0-2  | 4-1  | 1-0  | 0-0  | –––– | 6-0  | 6-0  | 4-0  |
| Stade Reims     | 0-2  | 0-1  | 1-0  | 1-1  | 0-3  | 2-4  | 1-3  | 0-3  | 1-2  | –––– | 1-2  | 0-0  |
| Saint-Étienne   | 0-2  | 3-2  | 2-0  | 1-2  | 0-5  | 0-2  | 2-2  | 1-0  | 0-2  | 0-3  | –––– | 1-1  |
| Strasburgo      | 1-1  | 0-2  | 6-0  | 1-1  | 0-4  | 1-2  | 1-2  | 1-4  | 1-2  | 2-1  | 2-0  | –––– |

## Spareggi

### Play-off per il titolo
Hanno avuto accesso ai play-off per il titolo le squadre classificate ai primi quattro posti della stagione regolare.

#### Tabellone
|  | Semifinali | Semifinali          | Semifinali          |                     |                 | Finale          | Finale | Finale |  |
|  |            |                     |                     |                     |                 |                 |        |        |  |
|  | 1          | Olympique Lione     | 4                   |                     |                 |                 |        |        |  |
|  | 1          | Olympique Lione     | 4                   |                     |                 |                 |        |        |  |
|  | 4          | Digione             | 1                   |                     |                 |                 |        |        |  |
|  | 4          | Digione             | 1                   |                     | Olympique Lione | Olympique Lione | 3      |        |  |
|  |            |                     |                     |                     | Olympique Lione | Olympique Lione | 3      |        |  |
|  |            |                     | Paris Saint-Germain | Paris Saint-Germain | 0               |                 |        |        |  |
|  | 2          | Paris Saint-Germain | Paris Saint-Germain | Paris Saint-Germain | 0               | 3               |        |        |  |
|  | 2          | Paris Saint-Germain |                     |                     |                 |                 |        |        |  |
|  | 3          | Paris FC            | 0                   |                     |                 |                 |        |        |  |

#### Semifinali
|                     | Risultati |          | Luogo e data                     |
| ------------------- | --------- | -------- | -------------------------------- |
| Olympique Lione     | 4 - 1     | Digione  | Décines-Charpieu, 11 maggio 2025 |
|                     |           |          |                                  |
| Paris Saint-Germain | 3 - 0     | Paris FC | Poissy, 11 maggio 2025           |
|                     |           |          |                                  |

#### Finale
|                 | Risultati |                     | Luogo e data                     |
| --------------- | --------- | ------------------- | -------------------------------- |
| Olympique Lione | 3 - 0     | Paris Saint-Germain | Décines-Charpieu, 16 maggio 2025 |
|                 |           |                     |                                  |

Legenda:
      Campione di Francia e ammessa alla UEFA Women's Champions League 2024-2025.
      Ammessa alla UEFA Women's Champions League 2024-2025.

## Statistiche

### Squadre

#### Capoliste solitarie
|    | —— | —— | —— | ——  | ——              | ——              | ——              | ——              | ——              | ——              | ——              | ——              | ——              | ——              | ——              | ——              | ——              | ——              | ——              | ——              | ——              | —— |  |
|    |    |    |    | PSG | Olympique Lione | Olympique Lione | Olympique Lione | Olympique Lione | Olympique Lione | Olympique Lione | Olympique Lione | Olympique Lione | Olympique Lione | Olympique Lione | Olympique Lione | Olympique Lione | Olympique Lione | Olympique Lione | Olympique Lione | Olympique Lione | Olympique Lione |    |  |
|    |    |    |    |     |                 |                 |                 |                 |                 |                 |                 |                 |                 |                 |                 |                 |                 |                 |                 |                 |                 |    |  |
|    |    |    |    |     |                 |                 |                 |                 |                 |                 |                 |                 |                 |                 |                 |                 |                 |                 |                 |                 |                 |    |  |
| 1ª | 2ª | 3ª | 4ª | 5ª  | 6ª              | 7ª              | 8ª              | 9ª              | 10ª             | 11ª             | 12ª             | 13ª             | 14ª             | 15ª             | 16ª             | 17ª             | 18ª             | 19ª             | 20ª             | 21ª             | 22ª             |    |  |

#### Classifica in divenire
|                     | 1ª | 2ª | 3ª | 4ª | 5ª | 6ª | 7ª | 8ª | 9ª | 10ª | 11ª | 12ª | 13ª | 14ª | 15ª | 16ª | 17ª | 18ª | 19ª | 20ª | 21ª | 22ª |
| ------------------- | -- | -- | -- | -- | -- | -- | -- | -- | -- | --- | --- | --- | --- | --- | --- | --- | --- | --- | --- | --- | --- | --- |
| Digione             | 1  | 2  | 5  | 5  | 8  | 11 | 14 | 17 | 17 | 20  | 20  | 20  | 23  | 26  | 29  | 29  | 30  | 33  | 36  | 39  | 40  | 43  |
| Fleury              | 0  | 1  | 4  | 7  | 7  | 10 | 10 | 13 | 13 | 14  | 17  | 18  | 21  | 22  | 23  | 26  | 27  | 30  | 30  | 33  | 33  | 33  |
| Guingamp            | 0  | 0  | 0  | 0  | 3  | 3  | 3  | 3  | 3  | 3   | 3   | 3   | 3   | 3   | 3   | 3   | 3   | 3   | 3   | 6   | 6   | 9   |
| Le Havre            | 0  | 0  | 0  | 3  | 3  | 3  | 3  | 3  | 3  | 4   | 7   | 7   | 10  | 11  | 12  | 15  | 18  | 18  | 19  | 20  | 21  | 21  |
| Olympique Lione     | 3  | 6  | 9  | 12 | 13 | 16 | 19 | 22 | 25 | 28  | 31  | 34  | 37  | 40  | 43  | 46  | 49  | 52  | 55  | 56  | 59  | 62  |
| Montpellier         | 0  | 3  | 3  | 4  | 7  | 10 | 10 | 13 | 16 | 16  | 16  | 19  | 19  | 19  | 19  | 22  | 25  | 26  | 29  | 29  | 30  | 33  |
| Nantes              | 3  | 3  | 6  | 6  | 9  | 10 | 10 | 10 | 13 | 14  | 14  | 17  | 18  | 19  | 20  | 21  | 22  | 23  | 23  | 23  | 23  | 23  |
| Paris FC            | 3  | 6  | 6  | 9  | 10 | 11 | 14 | 17 | 20 | 21  | 24  | 27  | 30  | 33  | 36  | 37  | 38  | 41  | 42  | 42  | 45  | 45  |
| Paris Saint-Germain | 3  | 6  | 9  | 12 | 15 | 15 | 18 | 21 | 24 | 25  | 28  | 29  | 29  | 32  | 35  | 38  | 39  | 42  | 45  | 48  | 49  | 52  |
| Stade Reims         | 0  | 0  | 0  | 0  | 0  | 0  | 3  | 3  | 6  | 6   | 7   | 10  | 11  | 11  | 11  | 11  | 11  | 11  | 12  | 12  | 15  | 15  |
| Saint-Étienne       | 3  | 6  | 9  | 9  | 9  | 9  | 12 | 12 | 12 | 15  | 15  | 15  | 15  | 16  | 16  | 16  | 16  | 16  | 16  | 16  | 17  | 17  |
| Strasburgo          | 1  | 1  | 1  | 2  | 2  | 5  | 5  | 5  | 5  | 6   | 7   | 7   | 7   | 7   | 8   | 8   | 9   | 9   | 12  | 13  | 14  | 17  |

#### Primati stagionali
Squadre
- Maggior numero di vittorie: Olympique Lione (20)
- Maggior numero di pareggi: Straburgo (8)
- Maggior numero di sconfitte: Guingamp (19)
- Minor numero di vittorie: Guingamp e Strasburgo (2)
- Minor numero di pareggi: Olympique Lione e Saint-Étienne (2)
- Minor numero di sconfitte: Olympique Lione (0)
- Miglior attacco: Olympique Lione (92 gol fatti)
- Peggior attacco: Guingamp (15 gol fatti)
- Miglior difesa: Olympique Lione (7 gol subiti)
- Peggior difesa: Guingamp (85 gol subiti)
- Miglior differenza reti: Olympique Lione (+85)
- Peggior differenza reti: Guingamp (-70)
- Miglior serie positiva: Olympique Lione (22, 1ª-22ª giornata)
- Peggior serie negativa: Guingamp, Le Havre (3, 1ª-3ª giornata)
- Maggior numero di vittorie consecutive: Olympique Lione, Paris Saint-Germain, Saint-Étienne (3, 1ª-3ª giornata)
- Maggior numero di pareggi consecutivi: Digione (2, 1ª-2ª giornata)
- Maggior numero di sconfitte consecutive: Guingamp (14, 6ª-19ª giornata)

Partite
- Partita con più gol: Olympique Lione-Saint-Étienne 11-0 (11, 8ª giornata)
- Pareggio con più gol: 2-2 (più giornate)
- Maggior scarto di gol: Olympique Lione-Saint-Étienne 11-0 (11, 8ª giornata)

### Individuali

#### Classifica marcatrici
| Gol |  |  | Giocatore               | Squadra         |
| --- |  |  | ----------------------- | --------------- |
| 18  |  |  | Clara Matéo             | Paris FC        |
| 16  |  |  | Melchie Dumornay        | Olympique Lione |
| 12  |  |  | Marie-Antoinette Katoto | PSG             |
| 11  |  |  | Lindsey Heaps           | Olympique Lione |
| 11  |  |  | Kessya Bussy            | Paris FC        |